# 총알 은하단
총알 은하단(영어: Bullet Cluster, 1E 0657-558)은 충돌하는 두 개의 은하단으로 이루어진 은하단이다. 엄밀히 말하자면, "총알 은하단"이라는 이름의 은하단은 두 은하단 중 큰 은하단인 주 은하단(main cluster)으로부터 멀리 움직이고 있는 작은 부 은하단(subcluster)을 일컫는다. 은하단의 공변거리는 약 1.141 기가파섹(37억 광년)이다.
총알 은하단의 중력 렌즈 연구는 현재 암흑물질의 존재에 대한 최상의 증거를 제공한다. 그러나, 이런 중력 렌즈에 대한 연구 결과를 반박하는 소수의 물리학자들도 있다.(아래 참고)
MACS J0025.4-1222와 같은 다른 은하단의 충돌에 대한 관측 또한 이와 비슷하게 암흑 물질에 대한 증거를 제공한다.

## 개요
두 은하단의 주요 구성물(별, 기체, 암흑물질)들은 충돌 기간 동안 서로 다른 방식으로 행동하기 때문에 별도의 연구가 가능하게 된다. 가시광선에서 관측 가능한, 은하의 별들은 이러한 충돌에 크게 영향을 받지 않으며, 곧바로 충돌 영역을 통과하며 중력에 의해 그 속도가 느려지지만 그 외에는 바뀌지 않는다. X-선 영역에서 보이는 충돌하는 두 은하단을 가득 채우는 뜨거운 기체는 중입자 물질, 즉 두 은하단 내의 보통 물질의 대부분을 차지한다. 기체는 서로 전자기적으로 상호작용하여 두 은하단의 기체가 별의 이동속도보다 훨씬 느려지게 된다. 세번째 요소인 암흑물질은 배경의 천체로 인한 중력렌즈에 의해 간접적으로 관측된다. 수정된 뉴턴역학(MOND)과 같이 암흑물질을 포함하지 않는 이론에서 중력렌즈는 중입자 물질, 앞에서 말한 X-선 기체에 의해 예측된다. 하지만 중력렌즈는 은하들이 집중되어 관측되는, 독립된 두 영역에서 가장 강하게 발생한다. 이는 은하단 한쌍에 있는 질량의 대부분이 충돌 기간 중에 X-선 기체 영역을 우회하여 지나간 두 영역의 암흑물질로 이루어져 있다는 것에 대한 주장을 뒷받침한다. 이는 암흑물질에 대해 중력이 아닌 약한 상호작용만을 통한 예측에 부합한다.
총알 은하단은 발견된 은하단 중 가장 뜨거운 것 중 하나이다. 그렇기 때문에 예측된 임계 은하단 온도를 뛰어넘는 우주론 모형에 대해 관측 가능한 제한 요소를 제공한다. 지구에서 볼 때, 부은하단은 1억 5천만 년 전 은하단의 중심을 통과하여, "현재 은하단의 오른편 근처에서 보이는 활꼴 충격파"를 형성하였다. 이 때 섭씨 7,000만 도에 해당하는 부은하단 내의 기체는 시간당 600만 마일의 속도로 섭씨 1억 도에 해당하는 주은하단의 기체 속을 뚫고 지나갔다. 이 때 방출된 에너지는 평범한 퀘이사 10개의 에너지와 맞먹는다.

## 암흑물질의 유의

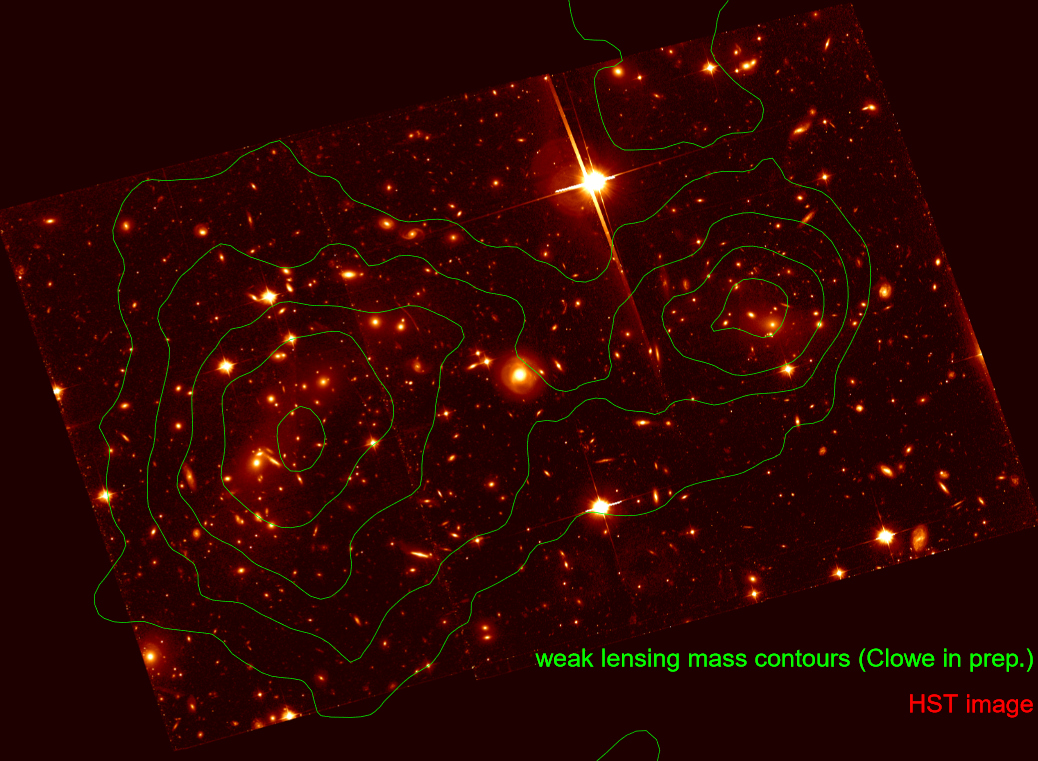
허블 우주 망원경에 의해 촬영된 사진 위에 표시된 질량 밀도 윤곽.

총알 은하단은 현재 암흑물질의 존재에 관한 최상의 증거이며, 거대한 은하단에 적용되는 "MOND의 가장 유명한 형태에서 설명되는 것 일부에 대해 반대되는 증거"를 제공한다. 8σ에 해당하는 통계적 유의에서, 중입자 물질의 최대 중심에서부터 총질량의 중심까지의 공간적 차이가 중력 법칙 하나만의 수정으로는 설명될 수 없다는 것이 확인되었다.
"특히 흥미로운 결과가 '총알 은하단'에 대한 찬드라의 관측을 통한 마르케비치 등(2004)과 클로위 등(2004)에 의해 추론되었다. 이 저자들은 부은하단의 은하보다 뒤쳐졌지만(느린) 뜨거운 X-선 방출 기체의 공간적 분포로부터 확실히, 이 은하단이 고속(약 4,500 km/s)으로 합병을 겪고 있다고 발표하였다. 나아가서, 약한 중력렌즈(weak-lensing)를 통해 확인된 암흑물질 덩어리는 충돌이 없는 은하 영역과 위치가 일치하지만 충돌하는 기체보다 앞선 곳에 위치해 있음이 밝혀졌다. 이것은 다른 유사한 관측 사례와 함께 암흑물질 자체 상호작용 단면적에 대한 제한을 가능하게 한다.

"총알 부은하단의 속도는 은하단의 하위구조(substructure)에 대해 유난히 크지 않으며, 현재 지지 받는 람다-CDM 모형에서 충분히 수용될 수 있다."

그러나, 더 최근인 2010년의 연구에서는 현재 측정된 충돌 속도가 "LCDM 모형의 예측과 부합하지 않는다"고 주장되었다. 그럼에도 불구하고 총알 은하단에 대한 연구 결과와 별개의 연구 중 MACS J0025.4-1222 은하단에 대한 더 최근의 관측은 거대한 충돌에서 보통의 물질과 별개의 암흑물질로 인해 은하단에서 관측 되는 물질의 중심과 중력 중심 사이의 상당한 변위가 생긴다는 것을 시사한다.
총알 은하단에서의 현상은 거대한 은하단 규모에서 암흑물질에 대한 직접적인 증거를 제공하는데 비해, 기존의 은하 회전 문제에 대한 구체적인 결과를 내놓지 않는다. 사실, 일반적인 부유 은하단에서 관측된 암흑물질 대 보통물질의 비는 예측된 것보다 훨씬 낮다. 이는 기성 우주론 모형이 은하 규모에서의 질량 차이를 기술하는데 불충분하다는 것, 또는 우주의 모양에 대한 예측이 부정확함을 시사한다.

## 대안 설명
MOND(수정 뉴턴 역학)의 원 주장자인 모데하이 밀그롬은 총알 은하단이 암흑물질에 대한 증거를 입증한다는 주장에 대한 반박문을 온라인에 게재하였다. 그는 MOND가 은하단의 외곽에 있는 은하에 대한 동역학을 정확하게 설명한다고 주장했다. 심지어는 총알 은하단과 같은 은하단에서도 마찬가지로, 암흑물질에 대한 필요성을 없애, 차가운 암흑물질 대신에 밀그롬이 예측하는 단순히 관측 되지 않는 보통의 물질의 단 두 배만으로 설명할 수 있다. 뉴턴 역학의 수정 없이, 또는 그와 유사한 이론에서 은하단에서의 질량 차이는 10배인데 비해, MOND가 이 차이를 5배에서 2배로 줄인다는 것이다. 2006년에 발표된 또다른 연구에서는 심지어 총알 은하단과 같은 비대칭적인 경우에서 MOND, 또는 좀 더 정확히 말하자면 MOND의 상대론판인 TeVeS(텐서-벡터-스칼라 중력)가 관측된 중력렌즈를 설명할 수 있어, "총알 은하단의 약한 중력렌즈 분석에 대한 간단한 설명"을 반박하였다.

## 같이 보기
- 아벨 520 - 총알 은하단과 유사하게 주요 충돌 기간 동안 암흑 및 밝은 물질이 분리되어 온 은하단
- 은하단 목록

## 더 읽어보기
- arXiv: A direct empirical proof of the existence of dark matter
- arXiv: Strong and weak lensing united III: Measuring the mass distribution of the merging galaxy cluster 1E0657-56 (Marusa Bradac) 2006년 8월 18일 금요일, 20:06:48 GMT
- arXiv: Can MOND take a bullet? Analytical comparisons of three versions of MOND beyond spherical symmetry
- arXiv: On the Law of Gravity, the Mass of Neutrinos, and the Proof of Dark Matter
- arXiv: The Bullet Cluster 1E0657-558 evidence shows Modified Gravity in the absence of Dark Matter Brownstein 및 Moffat
- CXO: Bedeviling Devil's Advocate Cosmology (The Chandra Chronicles) 2006년 8월 21일
- CXO: 1E 0657-56: NASA Finds Direct Proof of Dark Matter
- Harvard animation of the collision 암흑물질과 보통물질이 어떻게 분리되는지 보여줌.
- Harvard Harvard Symposium: Markevitch PDF 총알 은하단 데이터로부터 암흑물질의 존재를 제공하는 36장의 컬러 사진 및 설명
- NASA: NASA Finds Direct Proof of Dark Matter 보관됨 2017-06-25 - 웨이백 머신 (NASA Press Release 06-096) 2006년 8월 21일
- Scientific American Scientific American 기사문 SCIENCE NEWS 2006년 8월 22일 Colliding Clusters Shed Light on Dark Matter 충돌 시뮬레이션 영상 포함